# George Hall (skådespelare)
George Hall, född 19 november 1916 i Toronto, Ontario, Kanada, död 21 oktober 2002 i Hawthorne, New York, USA, var en kanadensisk skådespelare. Han är bland annat känd för sin medverkan i TV-serien Indiana Jones äventyr där han gestaltar en mycket gammal Indiana Jones.

## Filmografi
- 2001 - Murder in Small Town X (TV)
- 1999 - Big Daddy
- 1997 - Mrs. Brown
- 1996 - Samson and Delilah (TV)
- 1996 - Sight Unseen (avsnitt från Remember WENN) (TV)
- 1994 - Red
- 1993 - The Scarlet and the Black (TV)
- 1992 - Indiana Jones äventyr (TV)
- 1989 - The Farmer's Daughter (avsnitt från Monsters) (TV)
- 1988 - Johnny Be Good
- 1987 - From the Hip
- 1964 - That Was the Week That Was (TV)
- 1961 - The Thin Line (avsnitt från Brenner) (TV)
- 1958 - The DuPont Show of the Month (Cole Porter's 'Aladdin') (TV)
- 1957 - Cinderella (TV)
- 1956 - The Edge of Night (TV)
- 1952 - A Message for Janice (avsnitt från Lux Video Theatre) (TV)
- 1951 - Danny's Tune (avsnitt från Armstrong Circle Theatre) (TV)
- 1951 - #5.1 (avsnitt från The Ed Sullivan Show) (TV)
- 1944 - A Canterbury Tale

## Teater

### Roller
| År   | Roll  | Produktion               | Regi                | Teater                            |
| ---- | ----- | ------------------------ | ------------------- | --------------------------------- |
| 1986 | Marko | Wild Honey Michael Frayn | Christopher Morahan | Broadhurst Theatre, New York, USA |